# Bruker
Bruker est le nom de plusieurs entreprises fabriquant de l’instrumentation scientifique.
La première entreprise fut Bruker Physik AG, spécialisée dans la fabrication d'électroaimants et d'alimentations à courant continu pour la résonance magnétique nucléaire, créée par Günther Laukien. Les autres entreprises sont issues du développement de nouvelles branches ou de l’achat d’autres entreprises.
En 2005, la Bruker BioSciences Corporation comprend deux entreprises, Bruker AXS et Bruker Daltonics. Deux entreprises sont affiliées à Bruker BioSciences mais ne font pas partie de la corporation : Bruker BioSpin et Bruker Optics.

## Activités en 2012

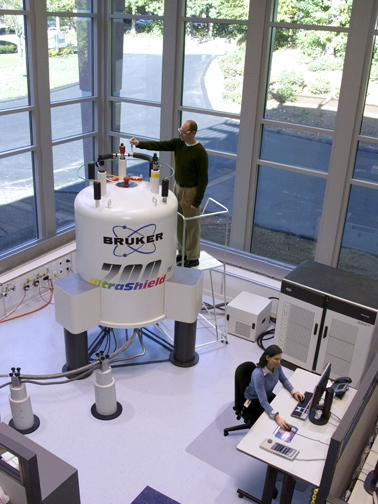
Spectromètres de fluorescence X.

Bruker AXS (BAXS)
Bruker AXS (AXS pour advanced X-ray solutions) est la branche rayons X ; elle conçoit et fabrique des spectromètres de fluorescence X et des diffractomètres à rayons X. Elle a été rachetée à Siemens en 1997. Le principal centre est situé à Karlsruhe (Allemagne), mais le siège social est situé à Madison (É.-U.). Elle a fait l'acquisition de
- Nonius BV, entreprise néerlandaise (Delft) spécialisée dans la diffraction des rayons par les monocristaux, achetée à Delft Instruments NV en 2001
- MAC Science Ltd, entreprise japonaise (Yokohama) spécialisée dans la fabrication de détecteurs de rayons X en 2002
- Socabim, PME française qui développait déjà pour elle les logiciels d'acquisition et de traitement de données, en 2005 
- Baltic Scientific Instruments (BSI) (Lettonie) : fabricant de détecteurs semi-conducteurs et appareils de mesure pour l'industrie nucléaire, en 2005
- INCOATEC (Geesthacht, Allemagne) : fabrication de cristaux multicouche de synthèse pour l'analyse dispersive en longueur d'onde, en 2005
- Bruker AXS Microanalysis
  - Röntec (Berlin, Allemagne) : fabricant de détecteurs pour l'analyse dispersive en longueur d'onde et d'appareils de microanalyse (EDS, TXRF, µXRF et EDXRD), en 2005
  - Princeton Gamma-Tech (PGT) (Rocky Hill, New Jersey, États-Unis) : fabricant de détecteurs γ et X, notamment pour l'analyse dispersive en longueur d'onde, et d'appareils de microanalyse, en 2005.

- KeyMasterTech  (Kennewick, Washington, États-Unis), fabricant d'appareils portables de fluorescence X (« pistolets »), en juillet 2006
- Quantron GmbH  (Kalkar, Allemagne) : fabricant de spectromètres d'étincelage (spark OES), en septembre 2006 ; devient Bruker-Quantron.
- SkyScan  (Anvers, Belgique), qui devient Bruker microCT, en avril 2012 : fabriquant de micro- et nanotomographes X.

Bruker Daltonics
branche spécialisée dans la spectrométrie de masse, la spectrométrie de mobilité ionique (IMS) et la spectrométrie infrarouge à transformée de Fourier (FTIR). L'entreprise Bruker-Franzen Analytik (Brême) fusionna avec Spectrospin AG (Suisse) pour devenir Bruker Daltonics en 1980.
Bruker BioSpin
Historiquement, c'est la première entreprise du groupe ; elle est spécialisée dans la résonance magnétique nucléaire, la résonance paramagnétique électronique (RPE) et l'imagerie à résonance magnétique (IRM).
Bruker Optics
branche spécialisée dans la spectrométrie infrarouge à transformée de Fourier (FTIR) et la spectrométrie Raman. Elle fut créée en 1974.

## Activités abandonnées
Bruker Medical
L'entreprise ODAM fut créée en 1971, et fut rebaptisée Bruker Medical en 1998. Elle fut vendue à Schiller AG (de)  en 2000 et fusionnée à la branche française de Schiller pour devenir Schiller Medical SAS.
Son activité est la défibrillation manuelle (Defigard) et semi-automatique (modèles FRED et FRED EASY).

## Note
Bruker signifie « utilisateur » en norvégien.